# Shenmue III
Shenmue III (シェンムーIII?, Shenmū Surī)  è un videogioco di azione e avventura sviluppato da Neilo e Ys Net e pubblicato da Deep Silver il 19 novembre 2019 dopo parecchi rinvii per Windows e PlayStation 4. La storia prosegue dove si era interrotta, la ricerca dell'artista adolescente marziale Ryo Hazuki dell'assassino di suo padre in una Cina degli anni '80. 
Il regista Yu Suzuki ha concepito Shenmue come una saga che abbraccia più giochi. I primi due giochi sono stati sviluppati da Sega AM2 e pubblicati da Sega per Dreamcast rispettivamente nel 1999 e nel 2001. Lo Shenmue originale era il videogioco più costoso mai sviluppato all'epoca, con un costo di produzione e marketing stimato di oltre 47 milioni di dollari, sebbene coprisse anche parte di Shenmue II e le basi per i futuri giochi di Shenmue . Nonostante attirasse un seguito di culto e apparizioni in diverse liste dei " più grandi videogiochi di tutti i tempi ", i giochi erano fallimenti commerciali e Shenmue III trascorse più di un decennio nell'inferno dello sviluppo. 
Nel corso della conferenza E3 del 2015, dopo anni di speculazioni, Suzuki ha lanciato una campagna Kickstarter per crowdfunding Shenmue III, con Sega che ha concesso in licenza Shenmue alla società Suzuki Ys Net. È diventata la campagna più veloce per raccogliere $ 2 milioni, in meno di sette ore, e si è conclusa il mese successivo dopo aver raccolto oltre $ 6 milioni, rendendolo il videogioco più finanziato e la sesta campagna più finanziata nella storia di Kickstarter. Il crowdfunding su altre piattaforme si è concluso nel 2018, con un totale di oltre $ 7,1 milioni. 
Nel 1987, in seguito agli eventi di Shenmue II, l'artista marziale adolescente Ryo Hazuki ha viaggiato da Yokosuka, in Giappone, fino alle montagne di Guilin, in Cina, alla ricerca dell'assassino di suo padre, Lan Di. Lì incontrò Ling Shenhua, una ragazza misteriosa che in precedenza era apparsa nei suoi sogni. Dopo aver appreso la leggenda del suo villaggio, che prevede un percorso unito tra loro, Ryo e Shenhua intraprendono un nuovo viaggio che rivela il loro destino condiviso. Lan Di ritorna, con un nuovo antagonista, Niao Sun.
Shenmue III inizia nel villaggio di Bailu a Guilin. Secondo la pagina Kickstarter del gioco, la seconda area, Choubu, è "un villaggio lungo il fiume con molti negozi, negozi di souvenir, hotel e templi", e la terza area, Baisha, presenterà un "gioco d'assedio che ricorda i Regni Combattenti". Ryo sarà in grado di effettuare chiamate telefoniche in Giappone per recuperare il ritardo con i personaggi delle puntate precedenti. Shenmue III non concluderà la storia, poiché Suzuki spera di creare altri giochi nella serie.

## Background

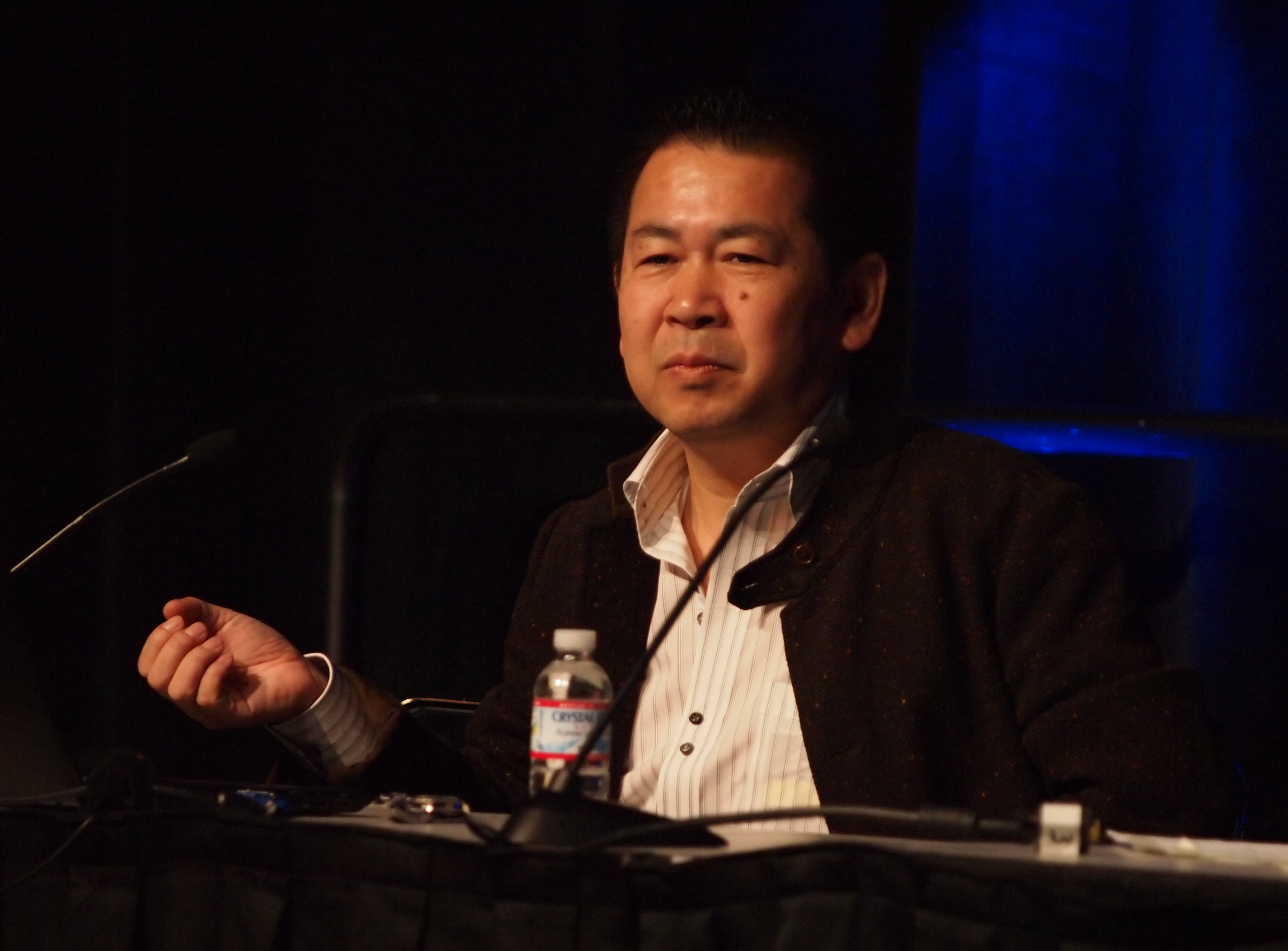
Il creatore di Shenmue Yu Suzuki durante il suo intervento alla Game Developers Conference del 2011

I primi due giochi Shenmue furono diretti, scritti e prodotti da Yu Suzuki, sviluppato da Sega AM2 e pubblicato da Sega per il Dreamcast rispettivamente nel 1999 e nel 2001. Descritto da IGN come "un'epopea della vendetta nella tradizione del cinema cinese ", Suzuki prevede che la serie copra almeno quattro giochi. Con un livello di dettagli considerato senza precedenti, Il Shenmue originale era il videogioco più costoso mai sviluppato in quel momento, che avrebbe avuto un costo compreso tra 47 e 70 milioni di dollari, incluso il marketing. Lo sviluppo ha riguardato anche parte di Shenmue II, che è stato completato per una figura più piccola, e le basi per i futuri giochi di Shenmue.
Nonostante attirasse un seguito di culto e apparizioni in diverse liste dei " più grandi videogiochi di tutti i tempi" i giochi di Shenmue furono fallimenti commerciali e Shenmue III entrò in un periodo di sviluppo infernale della durata di oltre un decennio. Suzuki ha lavorato a vari progetti che non hanno visto il rilascio tra cui Shenmue Online, un gioco di ruolo online multiplayer di massa per i mercati di PC cinesi e coreani.
I fan hanno presentato una petizione per Shenmue III, e nel 2005 la serie BBC VideoGaiden ha lanciato una campagna per la sua uscita. Nel 2008, il presidente della Sega d'America, Simon Jeffery, ha dichiarato che si trattava di uno dei giochi più richiesti dallo studio. Quell'anno, Suzuki fondò la sua società di sviluppo, Ys Net, rimanendo a Sega. Nel 2010, ha affermato che "il concetto di Shenmue III esiste già" e che il gioco si espanderebbe "non verso l'esterno, ma verso l'interno", concentrandosi sul rapporto tra Ryo e Shenhua.  Nel gennaio di quell'anno, Sega disse che sebbene le vendite fossero una preoccupazione, avrebbero "adorato" lo sviluppo di Shenmue III, data l'opportunità. Quel mese, Sega ha annunciato Shenmue City, un gioco sociale per i servizi giapponesi Mobagetown (per telefoni cellulari) e Mobage (PC). Suzuki sperava che se Shenmue City avesse avuto successo gli avrebbe permesso di fare Shenmue III; tuttavia, è stato chiuso nel dicembre 2011.
Al novembre 2010, il presidente di Sega West Mike Hayes ha dichiarato che Sega non aveva in programma il franchising, ma che ha "acceso la passione" tra i fan e non ha escluso un altro gioco. Nel marzo 2011, Suzuki ha parlato alla Game Developers Conference e ha dichiarato che Sega sarebbe stata aperta al progetto se il budget fosse stato possibile. A settembre, ha lasciato Sega per concentrarsi su Ys Net, e nel gennaio 2012 ha suggerito che Sega potesse concedere in licenza Shenmue a Ys Net per sviluppare Shenmue III in modo indipendente. Nel marzo 2013 è arrivata la notizia che Suzuki stava prendendo in considerazione il crowdfunding o l'esclusiva console per finanziare Shenmue III. Durante una presentazione sul franchising alla Game Developers Conference del 2014, Suzuki ha dichiarato di fare ricerche sulla piattaforma di crowdfunding Kickstarter. Durante la conferenza, Sony Computer Entertainment si è avvicinato a lui riguardo a Shenmue III in quanto era uno dei giochi più richiesti. Nel marzo 2014, il capo della Xbox Phil Spencer ha dichiarato che Shenmue III era il sequel più richiesto dai proprietari della Xbox. Sega ha rinnovato il marchio Shenmue a maggio.

## Annuncio

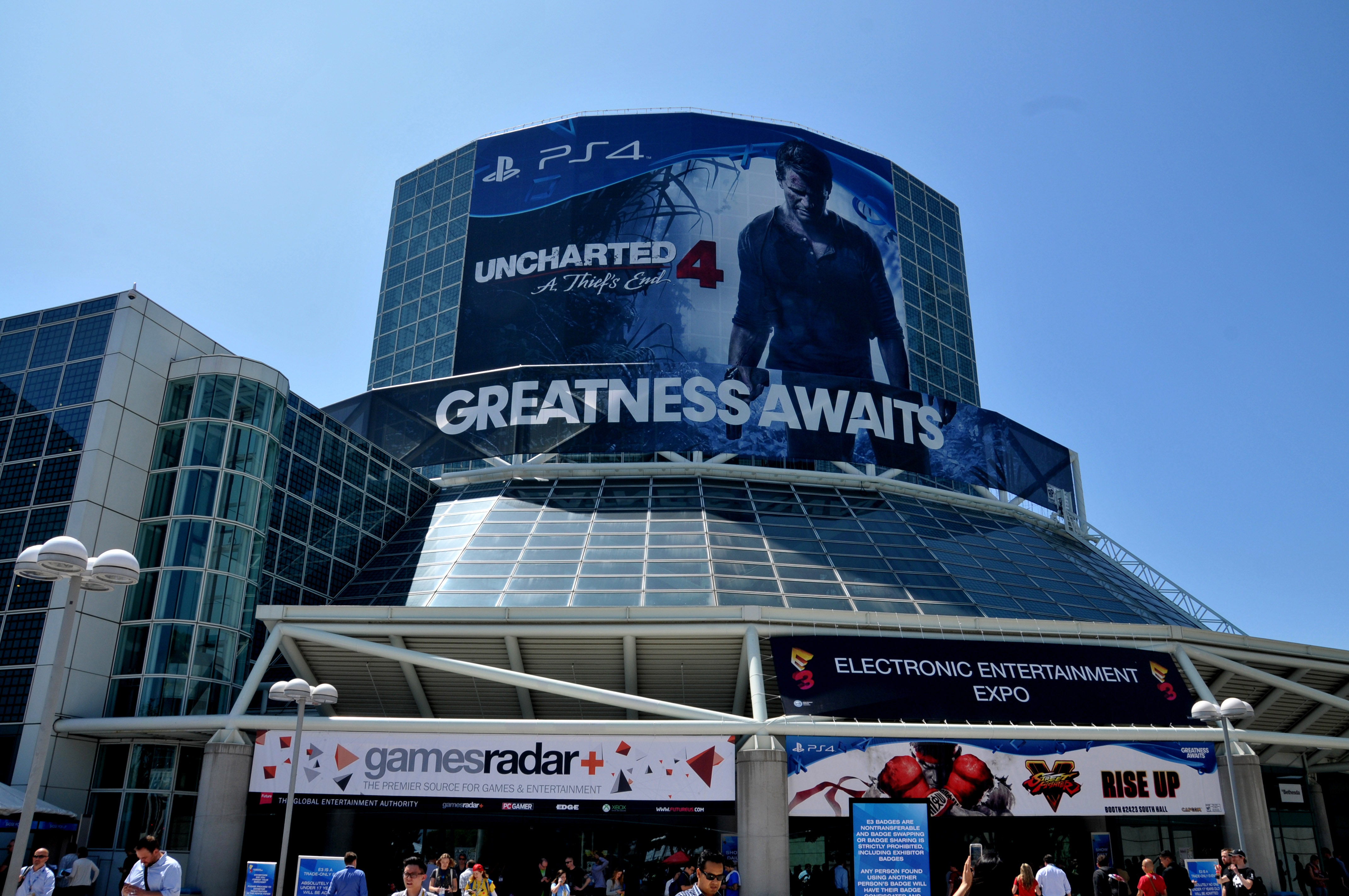
Shenmue III, annunciato all'E3 nel giugno 2015

Il 14 giugno 2015, il giorno prima dell'Expo di intrattenimento elettronico di Los Angeles (E3), Suzuki ha twittato "E3" con una foto di un carrello elevatore, un riferimento a un minigioco nell'originale Shenmue. Il giorno successivo, durante la conferenza stampa E3 di Sony, Suzuki ha annunciato una campagna di crowdfunding Kickstarter per sviluppare Shenmue III per Windows e PlayStation 4 con una data di rilascio provvisoria di dicembre 2017, che è stata rinviata più volte. L'annuncio a sorpresa ha attirato pubblicità, vincendo il premio "Best Debut" da GameTrailers e generando un aumento delle vendite delle console Dreamcast usate. Nel gennaio 2017, Time, The Guardian e Den of Geek incluso Shenmue III nelle loro liste di giochi previsti. 

## Raccolta fondi
L'obiettivo di finanziamento iniziale di Kickstarter, l'importo necessario per il successo della campagna e l'inizio dello sviluppo, era di $ 2 milioni. Ulteriori obiettivi per incoraggiare ulteriori donazioni includevano un "sistema di rapporti" che modifica le interazioni con i personaggi in base alle scelte del giocatore e un "sistema di abilità" che consente una maggiore personalizzazione delle abilità di combattimento di Ryo. Suzuki ha dichiarato che per Shenmue III per essere un "vero" gioco open world, la campagna dovrebbe raccogliere almeno $ 10 milioni; tuttavia, ha detto che non sarebbe stato deluso da una figura più piccola e avrebbe funzionato all'interno del bilancio.
Shenmue III è diventato il gioco più veloce a raccogliere $ 1 milione in crowdfunding, in un'ora e 44 minuti, e il più veloce a raccogliere $ 2 milioni, in otto ore e 43 minuti. Si è concluso il 17 luglio dopo aver raccolto $ 6,3 milioni da oltre 69.000 sostenitori, diventando la campagna di videogiochi Kickstarter più finanziata e la sesta campagna Kickstarter più finanziata di tutti i tempi. Il 17 settembre 2015 il crowdfunding è ripreso utilizzando il sistema di pagamento online PayPal e il 15 marzo il progetto ha iniziato ad accettare impegni attraverso la piattaforma cinese di crowdfunding Alipay.
Il crowdfunding è terminato a settembre 2018, dopo aver raccolto $ 7.179.510 da 81.087 sostenitori su più piattaforme. Anche se questo è un grande importo per un progetto crowdfunded, è relativamente piccolo per un videogioco di alto profilo; tuttavia, Sony e Deep Silver stanno fornendo ulteriori finanziamenti.

## Sviluppo
Shenmue III è stato sviluppato da Ys Net e Neilo. Sono coinvolti diversi membri chiave del team originale di Shenmue, tra cui il sub-regista Keiji Okayasu, lo scrittore Masahiro Yoshimoto, il disegnatore del personaggio Kenji Miyawaki e il compositore Ryuji Iuchi. L'amministratore delegato di Neilo Takeshi Hirai era un programmatore capo del primo Shenmue. Masaya Matsukaze e Corey Marshall riprendono i loro ruoli rispettivamente di voci giapponesi e inglesi di Ryo. Sony e Shibuya Productions offrono supporto per la produzione, la commercializzazione e la pubblicazione. Il gioco utilizza Unreal Engine 4, che secondo Suzuki consente al team di costruire rapidamente prototipi.
Nel novembre 2015, Suzuki ha visitato la Cina per promuovere il progetto e ricercare luoghi, abiti tradizionali e arti marziali di Guilin. In una presentazione alla conferenza della Cina Chuapp quel mese, ha detto che la storia Shenmue III s ' 'composizione' erano completi e che 'la ricerca di base' con Unreal Engine 4 era cominciata. Alla fine del 2015, il team ha iniziato a utilizzare i personaggi di Shenmue II per eseguire semplici test di battaglia e conversazione. Nel febbraio 2016, Suzuki ha dimostrato gli effetti del tempo, l'illuminazione e la musica alla conferenza internazionale Monaco Anime Game. A dicembre, il gioco aveva lasciato la pre-produzione e la motion capture e test vocali erano in corso.
Nel giugno 2017, Suzuki ha annunciato che Shenmue III era stato ritardato alla seconda metà del 2018, affermando: "Utilizzando nuove tecnologie, siamo stati in grado di scoprire nuove possibilità ed espressioni. In molti modi, il gioco è diventato più grande e più bello di quanto inizialmente mi aspettassi". Quell'agosto Suzuki annunciò che Ys Net aveva collaborato con l'editore tedesco Deep Silver per pubblicare Shenmue III a livello globale. Ha detto a Eurogamer che la partnership ha permesso al team di "ampliare" il loro piano e "rendere il gioco su una scala più ampia con elementi open world", e che Sony e Sega stavano ancora supportando lo sviluppo.
Ys Net ha rilasciato un trailer teaser di Shenmue III il 22 agosto 2017, con Ryo e Shenhua in vedute aperte, azione di arti marziali, una colonna sonora orchestrale e specchi di drago e fenice, elementi della trama dei giochi precedenti. Alcuni fan e giornalisti hanno criticato i modelli di personaggi "rigidi" e l'animazione del trailer. Nel dicembre 2017, Ys Net ha annunciato che lo studio indiano Lakshya Digital avrebbe fornito ulteriori modelli di personaggi.
Nel maggio 2018, Ys Net e Deep Silver hanno annunciato che Shenmue III sarebbe stato ritardato fino al 2019. Alla fiera Gamescom di agosto, Deep Silver ha mostrato un nuovo trailer e ha annunciato una data di uscita il 27 agosto 2019. A dicembre 2018, è stato annunciato che Shenmue III sarà pubblicato in Cina da Oasis Games su PlayStation 4 e la piattaforma WeGame su PC. Un nuovo trailer è stato presentato a marzo 2019 al festival Magic di Monaco, mostrando le ambientazioni di Guilin, il sistema di combattimento e diversi nuovi personaggi.
A giugno, Suzuki ha annunciato che la data di uscita era stata rinviata al 19 novembre 2019 e che la versione per Windows sarebbe stata un'esclusiva per l'Epic Games Store durante il primo anno; gli aggiornamenti precedenti avevano affermato che avrebbe richiesto Steam per l'attivazione. L'annuncio ha suscitato critiche da parte di alcuni fan. Ai sostenitori di Kickstarter che avevano richiesto la versione Steam è stata data la possibilità di accettare la versione per PC Epic o fisica, la versione per PS4 o di ricevere un rimborso (pagato da Epic Games).  Un nuovo trailer, che mostra arcade e combattimenti di gioco, ha debuttato alla fiera Gamescom nell'agosto 2019. Il 27 settembre 2019 è stata rilasciata una demo per Windows. Kotaku ha scritto che "sembra decisamente Shenmue della vecchia scuola: rigido e rigido, ma affascinante e dettagliato".